# Vouhé (Deux-Sèvres)
 Vouhé  es una población y comuna francesa, en la región de Poitou-Charentes, departamento de Deux-Sèvres, en el distrito de Parthenay y cantón de Mazières-en-Gâtine.

## Demografía
| 516 | 472 | 377 | 357 | 325 | 333 |
| Para los censos de 1962 a 1999 la población legal corresponde a la población sin duplicidades (Fuente: INSEE [Consultar]) |     |     |     |     |     |